# Hartberg Umgebung
Hartberg Umgebung är en kommun i distriktet Hartberg-Fürstenfeld i förbundslandet Steiermark i Österrike.
Kommunen består av sex orter (Ortschaften) (inom parentes invånarantal 1 januari 2024):
- Flattendorf (637)
- Löffelbach (756)
- Mitterdombach (122)
- Schildbach (504)
- Siebenbrunn (115)
- Wenireith (104)